# Eboue Kouassi
Jules Christ Eboue Kouassi (Abidjan, 1997. december 13. –) elefántcsontparti labdarúgó, a Celtic FC játékosa.

## Pályafutása
2010-ben került a Symbiose Foot d'Abobo Akadémiára, majd 2014-ben rövid időre csatlakozott az örmény Sirak Gjumri korosztályos csapataihoz. Innen került az orosz Krasznodar akadémiájára. 2016. május 21-én mutatkozott be az első csapatban az Amkar Perm elleni bajnokin. Augusztus 4-én megszerezte első gólját a máltai Birkirkara elleni Európa-liga mérkőzésen. 2017. január 3-án aláírt a skót Celtic FC csapatához.

## Statisztika
2018. január 11-i állapot szerint.
| Klub             | Szezon           | Bajnokság | Bajnokság | Kupa  | Kupa  | Ligakupa | Ligakupa | Nemzetközi | Nemzetközi | Összesen | Összesen |
| Klub             | Szezon           | Mérk.     | Gólok     | Mérk. | Gólok | Mérk.    | Gólok    | Mérk.      | Gólok      | Mérk.    | Gólok    |
| ---------------- | ---------------- | --------- | --------- | ----- | ----- | -------- | -------- | ---------- | ---------- | -------- | -------- |
| Krasznodar       | 2015–16          | 1         | 0         | 0     | 0     | 0        | 0        | 0          | 0          | 1        | 0        |
| Krasznodar       | 2016–17          | 9         | 0         | 0     | 0     | 0        | 0        | 9          | 1          | 18       | 1        |
| Krasznodar       | Összesen         | 10        | 0         | 0     | 0     | 0        | 0        | 9          | 1          | 19       | 1        |
| Celtic           | 2016–17          | 4         | 0         | 1     | 0     | 0        | 0        | 0          | 0          | 5        | 0        |
| Celtic           | 2017–18          | 6         | 0         | 2     | 0     | 1        | 0        | 3          | 0          | 12       | 0        |
| Celtic           | 2018–19          | 2         | 0         | 1     | 0     | 0        | 0        | 2          | 0          | 5        | 0        |
| Celtic           | Összesen         | 12        | 0         | 4     | 0     | 1        | 0        | 5          | 0          | 22       | 0        |
| Karrier összesen | Karrier összesen | 22        | 0         | 4     | 0     | 1        | 0        | 14         | 0          | 41       | 1        |

## Sikerei, díjai

### Klub
- Celtic
  - Skót bajnok: 2016–17, 2017–18
  - Skót kupa: 2016–17, 2017–18
  - Skót ligakupa: 2017–18, 2018–19